# Escala de Oechsle

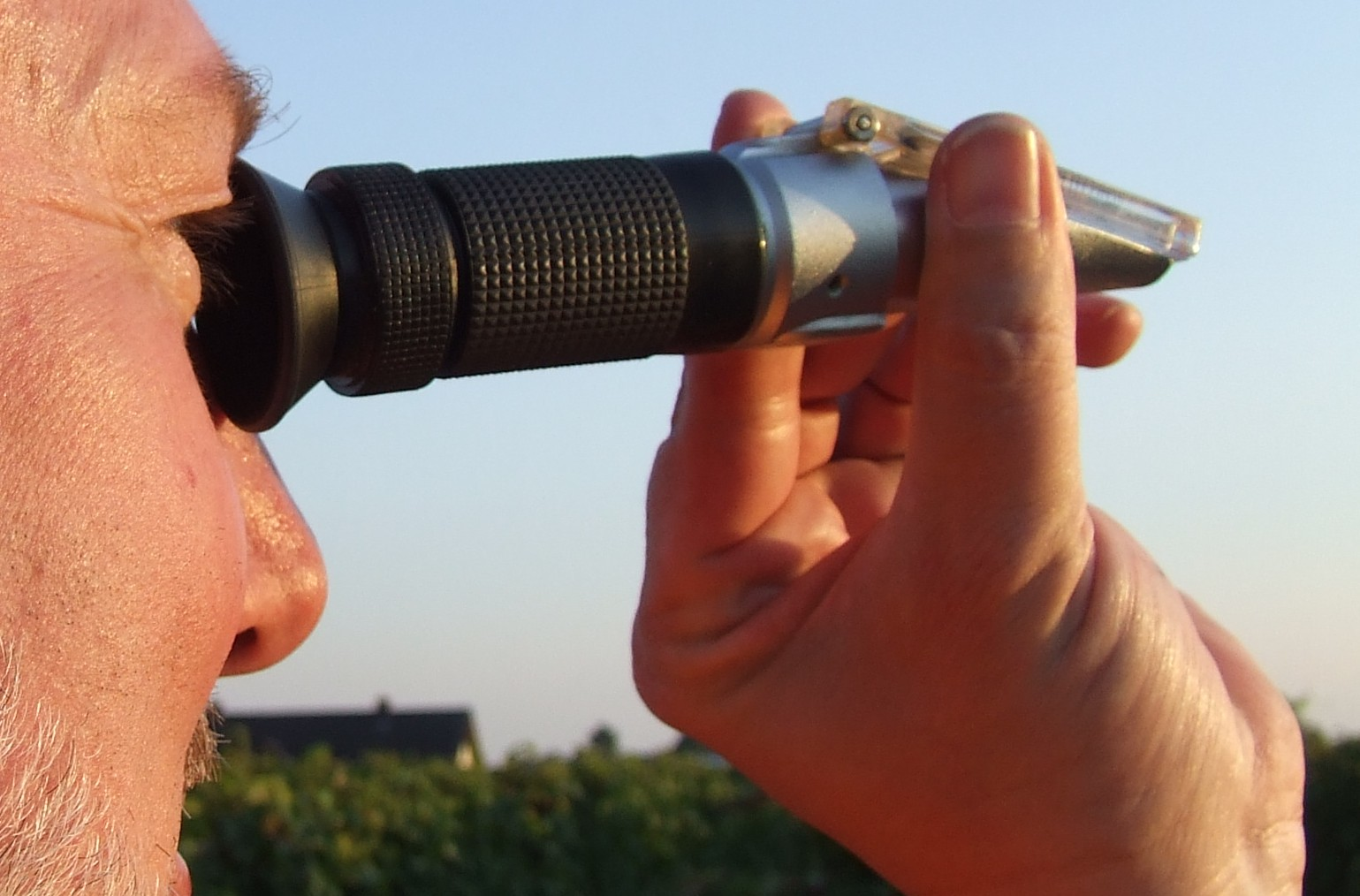
Enólogo midiendo los grados Oechsle con el refractómetro.

La escala de Oechsle es una escala de hidrómetro que mide la densidad del mosto de uva, que es una indicación de la madurez de la uva y el contenido de azúcar utilizado en la elaboración del vino. Lleva el nombre de Ferdinand Oechsle (1774-1852) y se utiliza ampliamente en las industrias vinícolas de Alemania, Suiza y Luxemburgo. En la escala Oechsle, un grado Oechsle (° Oe) corresponde a un gramo de la diferencia entre la masa de un litro de mosto a 20 °C y 1 kg (la masa de 1 litro de agua). Por ejemplo, el mosto con una masa específica de 1084 gramos por litro tiene 84° Oe.

## Aspectos generales
La diferencia de masa entre volúmenes equivalentes de mosto y agua se debe casi en su totalidad al azúcar disuelto en el mosto. Dado que el alcohol en el vino se produce por fermentación del azúcar, la escala de Oechsle se utiliza para predecir el contenido alcohólico máximo posible del vino terminado. Esta medida se usa comúnmente para decidir cuándo cosechar las uvas. En el viñedo, la densidad del mosto se suele medir con un refractómetro, machacando unas uvas entre los dedos y dejando que el mosto gotee sobre el prisma de vidrio del refractómetro. En los países que utilizan la escala Oechsle, el refractómetro se calibrará en grados Oechsle, pero esta es una lectura indirecta, ya que el refractómetro mide realmente el índice de refracción del mosto de uva y lo traduce a Oechsle o a diferentes escalas de mosto de vino, en función de su correlación con el índice de refracción.

## Clasificación del vino
La escala de Oechsle forma la base de gran parte de la [clasificación alemana de vinos. En la categoría de calidad más alta, Prädikatswein (anteriormente conocido como "Qualitätswein mit Prädikat", QmP), el vino recibe un "Prädikat" según la lectura Oechsle del mosto. Las regulaciones establecen lecturas  'mínimas'  de Oechsle para cada Prädikat, que dependen de las regiones vitivinícolas y la variedad de uva:
Kabinett - 67-82 ° Oe
Spätlese - 76-90 ° Oe
Auslese - 83-100 ° Oe
Beerenauslese y Eiswein - 110-128 ° Oe (Eiswein se elabora con uvas de cosecha tardía después de que se han congelado en la vid y no necesariamente afectadas por podredumbre noble, botrytis, que es el caso con Beerenauslese)
Trockenbeerenauslese - 150-154 ° Oe (afectado por botrytis)
El contenido de azúcar indicado por la escala Oechsle solo se refiere al mosto de uva sin fermentar, nunca al vino terminado.

## Otras escalas
En Austria se utiliza la escala Klosterneuburger Mostwaage (KMW). La escala se divide en Klosterneuburger Zuckergrade (°KMW), y es muy similar a la escala de Oechsle (1° KMW =~ 5° Oe). Sin embargo, el KMW mide el contenido exacto de azúcar del mosto.
La escala Baumé se usa ocasionalmente en Francia y por los cerveceros estadounidenses, y en el Nuevo Mundo, la escala Brix se usa para describir las lecturas de un refractómetro cuando se mide el contenido de azúcar de una muestra dada.
Dado que un refractómetro mide realmente el índice de refracción del mosto de uva, se puede traducir a muchas escalas diferentes (relacionadas y no relacionadas con el vino) en función de su correlación con el índice de refracción. Por lo tanto, todos estos métodos son similares y las diferencias son más culturales que significativas, pero todas son formas igualmente válidas de medir la densidad del mosto de uva y otros líquidos a base de azúcar.
El Normalizovaný Moštomer (°NM) mide kg de azúcar en 100 l de mosto y se utiliza en República Checa y Eslovaquia.